# Monique Cisneros
Monique Cisneros Saavedra (Condado de Los Ángeles, California, Estados Unidos, 17 de noviembre de 1989) es una futbolista mexicana nacida en Estados Unidos que juega de delantera. Anotó el único gol de México en el partido en que se cayó por marcador 9 a 1 frente a Alemania. 

## Participaciones en Copas del Mundo Sub-20
| Mundial                                        | Sede  | Resultado    | Partidos | Goles |
| ---------------------------------------------- | ----- | ------------ | -------- | ----- |
| Copa Mundial Femenina de Fútbol Sub-20 de 2006 | Rusia | Primera Fase | 1        | 1     |